# Korneel De Clercq
Korneel De Clercq (Overijse, 5 oktober 1990) is een Vlaamse radiopresentator bij Radio1.
De Clercq studeerde geschiedenis aan KULeuven en journalistiek aan de VUB. Hij begon zijn carrière als presentator bij BRUZZ, toen nog FM Brussel.
In 2013 maakte hij de overstap naar de VRT, als redacteur van het radioprogramma Nieuwe Feiten van Lieven Vandenhaute. Kort daarna presenteerde hij een zomer lang Classics om in het daaropvolgende radioseizoen de stem te worden van het programma Braakland, een satirisch actualiteitsprogramma.
Na een seizoen Braakland kwam er een quizprogramma Watskeburt? waarin een Bekende Vlaming het opnam tegen een team van vier luisteraars. Kort na dit programma volgde hij Annelies Moons op bij het muziekmagazine Wonderland, waarvoor hij verschillende legendarische artiesten interviewde.
In het kader van dit programma werkte hij samen met Gertjan Van Hellemont (Douglas Firs) aan de podcast.

## Programma's
- 2013: Nieuwe Feiten
- 2013: Classics[3]
- 2014: Braakland[4]
- 2015: Watskeburt?[5]
- 2016: Wonderland[6]
- 2021: Classic Stories
- 2023: #weetikveel (van 31 juli tot 18 augustus a.i. voor voor Kobe Ilsen)